# Ilir Përnaska
Ilir Përnaska (né le 14 septembre 1951 à Tirana en Albanie) est un joueur de football international albanais.
Il est surtout connu pour avoir terminé de nombreuses fois meilleur buteur du championnat d'Albanie.

## Palmarès

### Titres en club
- Championnat d'Albanie : (5)
  - 1973, 1975, 1976, 1977, 1980.

- Coupe d'Albanie : (2)
  - 1974, 1978.

### Titres individuels
- Meilleur buteur du championnat d'Albanie : (6)
  - 1971 (19 buts), 1972 (17 buts), 1973 (12 buts), 1974 (19 buts), 1975 (17 buts), 1976 (18 buts).